# Bisbat de Concordia-Pordenone

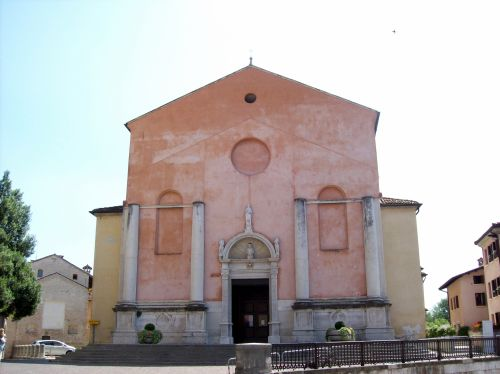
La cocatedral de san Marco a Pordenone

El bisbat de Concordia-Pordenone (italià: diocesi di Concordia-Pordenone; llatí: Dioecesis Concordiensis-Portus Naonis) és una seu de l'Església catòlica, sufragània del Patriarcat de Venècia, que pertany a la regió eclesiàstica Triveneto. El 2013 tenia 359.517 batejats d'un total 368.483 habitants. Actualment està regida pel bisbe Giuseppe Pellegrini.

## Territori
La diòcesi comprèn la província de Pordenone (llevat de part dels municipis de Sacile, Caneva, Brugnera i Prata di Pordenone, que pertanyen a la diòcesi de Vittorio Veneto, i part del d'Erto e Casso, que forma part de la diòcesi de Belluno-Feltre); i la part oriental de la província de Venècia, compresa entre els rius Livenza i Tagliamento (a excepció de Caorle, que, ja diòcesi autònoma, cau sota la jurisdicció del Patriarcat de Venècia), que sempre ha estat dirigit per la ciutat de Portogruaro (i per tant en reflectida, històricament sempre ha estat sota la jurisdicció de l'antiga ciutat romana de Concordia Sagittaria). També en són part de la diòcesi tres parròquies de la província de Treviso.
La seu episcopal és la ciutat de Pordenone, on es troba la catedral de San Marco. A Concordia Sagittaria es troba la cocatedral de Santo Stefano protomartire. El territori està dividit en 188 parròquies, agrupades des del 2014 en vuit foranies.

## Història
La diòcesi pren el nom de la ciutat romana de Iulia Concordia Sagittaria, que es creu probablement fundada l'any 42 aC, i va estar situada a la Via Annia entre Altino i Aquileia.
La diòcesi va ser erigida al segle iv; la catedral de Concòrdia va ser consagrada pel bisbe d'Aquileia Cromazio entre 388 i 389, amb les relíquies dels sants Apòstols. Els historiadors creuen que probablement ja en aquesta ocasió hi va haver un bisbe de Concòrdia. El primer bisbe cert és Chiarissimo, present al sínode de Grado de 579 i al de Marano del 590.
Immediatament després de la consagració de la Concòrdia es va accelerar l'evangelització de la regió entre els rius Tagliamento i Livenza, que correspon aproximadament a l'actual província de Pordenone.
Després de la invasió dels longobards, juntament amb la destrucció de Concordia, el bisbe, el clergat i els fidels, van fugir a Caorle, als dominis romans d'Orient, on la diòcesi va sobreviure durant un període no especificat. En l'època del bisbe Pietro, a partir del segle ix, la seu episcopal sens dubte va tornar a Concordia.
En una butlla d'Urbà III de 12 de març de 1186 al bisbe Gionata s'enumeren per primera vegada totes les possessions i béns sota la jurisdicció dels bisbes de Concòrdia, inclosos quaranta pieves.
Als segles xiv i xv, a causa principalment de l'acció dels rius Tagliamento i Livenza, la zona de Concordia es va transformar morfològic consistent i va començar un inundació que va submergir algunes parròquies i pobles costaners. Per aquesta raó, tot i que conservava el títol de seu episcopal, Concordia va decaure ràpidament i els bisbes van preferir traslladar la seva residència a Portogruaro o fins i tot fora de la diòcesi (Venècia). Ja el 1425 Martí V va ordenar el trasllat de la seu a Portogruaro, però el decret va haver de ser revocat pel seu successor Eugeni IV, a instàncies del capítol de la catedral i de la comunitat de Portogruaro. El trasllat oficial encara es va produir després que la butlla del papa Sixt V, del 29 de març de 1586; l'església de Sant Andreu va ser assumir el paper d'església auxiliar, però mai va rebre el títol de cocatedral. El 1701 el bisbe Pietro Valaresso fundà el seminari de la diòcesi.
Sempre sufragània del Patriarcat d'Aquilea, quan aquest va ser suprimit en 1753, Concordia va passar a la seu metropolitana d'Udine, a la que va romandre unida fins a 1818, quan va ser assignat com sufragània del Patriarcat de Venècia.
En els dos últims segles ha tingut lloc una sèrie de canvis destinats a eliminar els diversos enclavaments territorials de l'arquebisbat d'Udine al territori de Concordia i reordenar les fronteres orientals perquè coincideixin amb el curs canviant del Tagliamento. Ja el 1794 a Concòrdia es van unir les sis parròquies de la suprimida abadia territorial de Sesto. L'1 de maig de 1818 amb la butlla De salute dominici gregis del Papa Pius VII la jurisdicció de Concordia s'estenia sobre les parròquies exudineses de Castello d'Aviano, Erto, Cimolais, Claut, Corbolone, Sesto i Torrate, així com de Saletto-Ban, una ciutat sense la seva pròpia autonomia i inclosa en la jurisdicció de Morsano; per contra, va cedir a les veïnes quatre filials de l'antiga pieve de San Giorgio della Richinvelda, o Rivis, Turrida, Grions i Redenzicco. Un altre canvi es va dur a terme el 13 de novembre de 1923 amb la inclusió de Meduna di Livenza i Carbona, sempre des Udine. Les últimes adquisicions, també d'Udine, es van decidir a la Congregació per als Bisbes, el 18 d'octubre de 1974 i afectaren San Paolo i Mussons (a municipi de Morsano al Tagliamento).
Després de la promoció de Pordenone a ciutat capital provincial (1968), tenint aquesta ciutat a tots els efectes el paper dominant en el territori de la Destra Tagliamento, amb el decret En dioecesi Concordiensi de 12 de gener de 1971 la Congregació per als Bisbes va establir el nou títol de la diòcesi a Concòrdia-Pordenone. Amb el decret posterior Novissimis hisce del 26 d'octubre de 1974 la Congregació va ordenar el trasllat del bisbat de Portogruaro a Pordenone elevant, al mateix temps, la catedral de Sant Marc di Pordenone a la dignitat de cocatedral.
A l'abril i maig de 1992, la diòcesi ha acollir la visita pastoral del Papa Joan Pau II. Es tracta de la primera visita d'un papa a la diòcesi. En el passat, els papes Gregori XII i Pius VI havien passat per la zona per anar un al Concili de Cividale (1409), i l'altre a Viena (1782).

## Els sants màrtirs de Concordia
El 17 de febrer, la diòcesi celebra la festa d'un grup de màrtirs assassinats en Concòrdia durant la persecució de Dioclecià (304), els restes dels quals es conserven en una capella especial de la catedral. Tradicionalment, els seus noms són Donato, Solone Secondiano, Romolo, Crisanto, Eutichio, Giusto, Cordio, Silvano, Neomedio, Lucilla, Policrazio, Ermogio i altres, en total setantados. La tradició diu que van ser detinguts, mentre que els germans vicentins Donato i Solone catequitzaven i batejaven Neomedio i filla Lucilla. Empresonats i torturats, finalment van ser tots decapitats al riu Lemene.

## Cronologia episcopal

### Bisbes de Concordia
- Anònim † (finals del segle iv- inicis del V)
- Chiarissimo † (inicis de 579 - finals de 590)
- Augusto † (citat el 591)
- Giovanni † (citat el 604)
- Pietro † (citat el 802)
- Anselmo † (citat el 827)
- Tomicario (o Toringario) † (citat el 844)
- Adelmano † (citat el 901)
- Alberico † (citat el 963)
- Bennone † (citat el 996)
- Majo † (inicis de 1015 - finals de 1027)
- Rodberto † (citat el 1031)
- Giovanni † (citat el 1042 aproximadament)
- Runno †
- Diotwino (Diduino) † (citat el 1063)
- Regimpoto (Rempozio) † (citat el 1089)
- Riwino † (citat el 1106)
- Otto I † (inicis de 1118 - finals de 1121)
- Artmanno † (citat el 1136)
- Gervico † (inicis de 1139 - finals de 1162)
- Conone † (citat el 1164)
- Gerardo † (inicis de 1177 - 1179 o 1180)
- Gionata † (inicis de d'abril de 1180 - 13 de setembre de 1187 mort)
- Romolo † (vers 1188 - finals de 1196 mort)
- Volderico † (inicis de 1203 - finals de 1211)
- Oddo † (1214 - 1216 deposat)
- Almerico † (1216 - ?)
- Federico dei conti di Prata † (inicis de 1221 - 20 de novembre de 1250 mort)
- Guglielmo da Cividale † (5 de gener de 1251 - ?)
- Guarnerio † (12 de juny de 1251 - vers 1252 mort)
  - Tiso † (25 d'octubre de 1252 - 1257 mort) (administrador apostòlic)
- Alberto da Collice † (26 de juliol de 1260 - 3 de juliol de 1268 mort)
- Fulcherio di Zuccola, O.F.M. † (vers 1269 - 17 d'abril de 1293 mort)
- Giacomo d'Ottonello † (27 d'abril de 1293 - 10 de desembre de 1317 mort)
- Anonimo † (vers 1319 - 18 de gener de 1320 mort)
- Artico Frangipani † (28 de setembre de 1320 - 1331 mort)
- Guido I, O.S.B.Cam. † (5 d'abril de 1331 - 23 de març de 1333 mort)
- Umberto da Cesena † (21 d'abril de 1333 - 22 d'agost de 1334 mort)
- Guido de Guisis † (16 de setembre de 1334 - 17 de juny de 1347 mort)
- Costantino di Savorgnano † (12 de desembre de 1347 - 7 de maig de 1348 mort)
- Pietro da Clausello † (30 de maig de 1348 - 25 d'octubre de 1360 mort)
- Guido de Baisio † (15 de febrer de 1361 - 10 d'octubre de 1380 nomenat bisbe de Mòdena)
- Ambrogio da Parma † (10 d'octubre de 1380 - 1389 nomenat bisbe de Viterbo)
- Agostino di Boemia, O.E.S.A. † (7 de març de 1389 - 22 de maig de 1392 mort)
- Antonio Panciera † (12 de juliol de 1392 - 27 de febrer de 1402 nomenat patriarca d'Aquileia)
- Antonio Da Ponte † (27 de febrer de 1402 - 26 de juny de 1409 nomenat patriarca d'Aquileia)
- Enrico dei Signori di Strassoldo † (6 de setembre de 1409 - vers 1432 mort)
- Daniele Scotto † (7 de gener de 1433 - 11 de juliol de 1443 mort)
- Battista Legname † (19 de juliol de 1443 - 6 d'abril de 1455 mort)
- Antonio Feletto † (2 de maig de 1455 - 15 d'octubre de 1488 mort)
- Leonello Chiericato † (22 d'octubre de 1488 - 19 d'agost de 1506 mort)
- Francesco Argentino † (24 d'agost de 1506 - 23 d'agost de 1511 mort)
- Giovanni Argentino † (10 de setembre de 1511 - 1533 mort)
  - Marino Grimani † (de juliol de 1533 - 1537 renuncià) (administrador apostòlic)
- Pietro Querini † (11 d'abril de 1537 - 1 de desembre de 1584 mort)
- Marino Querini † (13 de maig de 1585 - d'agost de 1585 mort)
- Matteo Sanudo I † (26 d'agost de 1585 - 1616 renuncià)
- Matteo Sanudo II † (1616[10] - 22 de febrer de 1641 mort)
- Benedetto Cappello † (21 d'octubre de 1641 - 22 d'agost de 1667 mort)
- Bartolomeo Gradenigo † (14 de novembre de 1667 - 27 de febrer de 1668 nomenat bisbe de Treviso)
- Agostino Premoli † (9 d'abril de 1668 - d'octubre de 1692 mort)
- Paolo Valaresso, O.S.B. † (9 de març de 1693 - 23 de novembre de 1723 mort)
- Giacomo Maria Erizzo, O.P. † (26 de juny de 1724 - 26 de novembre de 1760 mort)
- Alvise Maria Gabrieli † (6 d'abril de 1761 - 12 de juliol de 1779 nomenat bisbe de Vicenza)
- Giuseppe Maria Bressa, O.S.B. † (12 de juliol de 1779 - 13 de gener de 1817 mort)
  - Sede vacante (1817-1819)
- Pietro Carlo Antonio Ciani † (27 de setembre de 1819 - 31 de juliol de 1825 mort)
- Carlo Fontanini, C.M. † (9 d'abril de 1827 - 1 de novembre de 1848 mort)
- Angelo Fusinato † (20 de maig de 1850 - 28 de juliol de 1854 mort)
- Andrea Casasola † (17 de desembre de 1855 - 28 de setembre de 1863 nomenat arquebisbe d'Udine)
- Nicolò Frangipane † (8 de gener de 1866 - 27 de gener de 1872 mort)
- Pietro Cappellari † (6 de maig de 1872 - 22 d'abril de 1881 renuncià)
- Domenico Pio Rossi, O.P. † (13 de maig de 1881 - 29 d'octubre de 1892 mort)
- Pietro Zamburlini † (16 de gener de 1893 - 22 de juny de 1896 nomenat arquebisbe d'Udine)
- Francesco Isola † (22 de juny de 1896 - 14 de febrer de 1919 nomenat bisbe titular d'Adrianopoli d'Onoriade)
- Luigi Paulini † (10 de març de 1919 - 24 de febrer de 1945 mort)
- Vittorio D'Alessi † (10 d'octubre de 1945 - 9 de maig de 1949 mort)
- Vittorio De Zanche † (23 de setembre de 1949 - 12 de gener de 1971 nomenat bisbe de Concordia-Pordenone)

### Bisbes de Concordia-Pordenone
- Vittorio De Zanche † (12 de gener de 1971 - 14 d'abril de 1977 mort)
- Abramo Freschi † (14 d'abril de 1977[11] - 19 de juliol de 1989 jubilat)
- Sennen Corrà † (19 de juliol de 1989 - 16 de setembre de 2000 jubilat)
- Ovidio Poletto (16 de setembre de 2000 - 25 de febrer de 2011 jubilat)
- Giuseppe Pellegrini, des del 25 de febrer de 2011

## Estadístiques
A finals del 2013, la diòcesi tenia 359.517 batejats sobre una població de 368.483 persones, equivalent 97,6% del total.
| any  | població | població | població | sacerdots | sacerdots       | sacerdots       | sacerdots             | diaques | religiosos | religiosos | parroquies |
| ---- | -------- | -------- | -------- | --------- | --------------- | --------------- | --------------------- | ------- | ---------- | ---------- | ---------- |
| any  | batejats | total    | %        | total     | clergat secular | clergat regular | batejats por sacerdot | diaques | homes      | dones      |            |
| 1950 | 316.820  | 316.858  | 100,0    | 309       | 292             | 17              | 1.025                 |         | 10         | 49         | 174        |
| 1970 | ?        | 301.188  | ?        | 408       | 348             | 60              | ?                     |         | 109        | 756        | 192        |
| 1980 | 320.000  | 321.035  | 99,7     | 375       | 316             | 59              | 853                   |         | 91         | 603        | 204        |
| 1990 | 332.791  | 334.129  | 99,6     | 351       | 294             | 57              | 948                   | 2       | 71         | 422        | 188        |
| 1999 | 337.204  | 339.322  | 99,4     | 344       | 283             | 61              | 980                   | 15      | 73         | 307        | 188        |
| 2000 | 337.604  | 339.880  | 99,3     | 338       | 273             | 65              | 998                   | 16      | 87         | 292        | 188        |
| 2001 | 338.528  | 341.093  | 99,2     | 344       | 275             | 69              | 984                   | 17      | 95         | 268        | 188        |
| 2002 | 339.422  | 342.340  | 99,1     | 335       | 268             | 67              | 1.013                 | 16      | 104        | 282        | 188        |
| 2003 | 339.118  | 342.711  | 99,0     | 343       | 276             | 67              | 988                   | 16      | 92         | 261        | 188        |
| 2004 | 341.687  | 346.177  | 98,7     | 333       | 270             | 63              | 1.026                 | 16      | 74         | 254        | 188        |
| 2006 | 345.361  | 350.102  | 98,6     | 321       | 265             | 56              | 1.075                 | 17      | 73         | 245        | 188        |
| 2013 | 359.517  | 368.483  | 97,6     | 295       | 252             | 43              | 1.218                 | 19      | 54         | 214        | 188        |